# Вербка (Ковельський район)
Ве́рбка — село в Україні, у Дубівській сільській громаді Ковельського району Волинської області. Населення становить 697 осіб. Село є фактично північним передмістям Ковеля. Село Вербка безпосередньо межує з містом Ковель. Станом на 1 січня 2016 року тут проживало 1296 осіб. В селі функціонує загальноосвітня школа I-III ступенів, в якій навчається 379 учнів, дитячий дошкільний заклад «Сонечко», де нараховується 91 дитина, фельдшерсько-акушерський пункт, клуб. Фінансово-господарську діяльність здійснюють підприємства харчової промисловості, зокрема і хлібокомбінат, який на даний час зареєстрований як юридична особа і сплачує податки у місті Ковель.

## Географія
Селом протікає річка Турія. На кінці села знаходиться невеликий острів на якому розташований монатир Іона Предтечі. Висота над рівнем моря становить 180 м.

## Історія
У давнину в селі Вербка існував Свято-Троїцький монастир. Уперше він згадується під 1543 році в акті обміну земель між польською королевою Боною та князем Ковельським Василем Сангушком.
У 1906 році село Несухоїзької волості Ковельського повіту Волинської губернії. Відстань від повітового міста 3 верст, від волості 15. Дворів 19, мешканців 163.
У 2001 році відкрито скит на честь Різдва св. прор. Іоанна Предтечі, підпорядкований Милецькому монастирю.
До 26 липня 2016 року село належало до Дубівської сільської ради Ковельського району Волинської області.

## Населення
Згідно з переписом УРСР 1989 року чисельність наявного населення села становила 611 осіб, з яких 298 чоловіків та 313 жінок.
За переписом населення України 2001 року в селі мешкало 707 осіб.

### Мова
Розподіл населення за рідною мовою за даними перепису 2001 року:
| Мова       | Відсоток |
| ---------- | -------- |
| українська | 98,57 %  |
| російська  | 1,43 %   |

## Відомі люди
У селі похований Киян Володимир Петрович (1981-2015) — капітан Збройних сил України, учасник російсько-української війни.